# Acta Musicologica
Acta Musicologica – czasopismo muzyczne, organ International Musicological Society. 
Kwartalnik, początkowo (1928–1930) publikowany w Lipsku pod nazwą «Mitteilungen der Gesellschaft für Musikwissenschaft Internationalen», później Acta Musicologica (Lipsk – 1931–1935, Kopenhaga – 1936–1944, w latach 1945–1954 nie edytowany, wznowiony w Bazylei, od 1954). Artykuły publikowane są w języku niemieckim, francuskim, angielskim i innych, w szczególności poświęcone są głównie historii sztuki muzycznej (przede wszystkim do XVIII w.). Dużo miejsca poświęcono muzycznej bibliografii i notografii. Autorami publikacji są wybitni muzykolodzy z wielu krajów.